# Paimon
Paimon (Paymon ili Paimonia), je u demonologiji, jedan od vladara pakla, najprivrženiji Luciferu. Prema okultnim vjerovanjima, u vizijama se pojavljuje kao kralj koji obično jaše na devi, a može podučavati čovjeka znanju o umjetnosti, filozofiji ili znanosti.

## U Goeciji
U Goeciji predstavlja devetog duha, koji vlada nad dvije stotine legija duhova, od kojih je dio iz reda anđela, a dio iz reda moćnika. Pojavljuje se kao muškarac sa ženskim licem, nosi krunu na glavi s velom. Jaše na devi, a pred njim ide mnoštvo duhova koji sviraju trube i cimbale. Paimon ima jak glas koji je prilično nerazumljiv zbog čega ga čarobnjak koji ga je prizvao mora prisiliti magijskim radnjama kako bi ga razumio. Osim što podučava umjetnostima i znanostima, može dati dostojanstvo, a može podvrgnuti čarobnjaku bilo kojeg čovjeka. Također, nudi dobre familijare koji mogu podučavati sve umjetnosti.
Paimon je bio izvorno arkanđeo iz Reda Vlasti, a nakon pada u pakao vlada Zapadom. Među njegovim legijama demona dio ih je iz Reda Anđela, a dio iz Reda Moćnika. Kada ga se priziva, čarobnjak mora učiniti neku žrtvu. Ponekad ga prate dva Kralja pod imenom Labal i Abalim, kao i drugi duhovi, ali ti duhovi ne dolaze uvijek s njima, već samo onda kada ih čarobnjak prisili na to.

## U drugim okultnim djelima
Spominje se u djelu Collina de Plancyja Dictionnaire Infernal iz 1863. godine, gdje se također navodi kao vladar 200 legija i tvrdi se da je zadužen za ceremonije. U djelu Pseudomonarchia daemonum (1583.) Johanna Weyera spominje se Paimonova lojalnost prema Luciferu, načini kako ga prizvati i slično.
U Mathersovom prijevodu Knjige svete magije Abra-Melina maga (1898.) nude se moguće interpretacije značenja njegova imena.